# Vääräjärvi (Jyväskylä)
Vääräjärvi är en sjö i Finland. Den ligger i kommunen Jyväskylä i landskapet Mellersta Finland, i den centrala delen av landet, 240 km norr om huvudstaden Helsingfors. Vääräjärvi ligger 135 meter över havet. Den är 8,1 meter djup. Arean är 4,8 hektar och strandlinjen är 1,17 kilometer lång. Sjön  ingår i Kymmene älvs huvudavrinningsområde.   I omgivningarna runt Vääräjärvi växer i huvudsak barrskog.